# Porto Sant'Elpidio
Porto Sant'Elpidio er en italiensk by (og kommune) i regionen Marche i Italien, med omkring 25.600(2023) indbyggere. 